# Ali Bagautinov
Ali Bagautinov, (ryska: Али́ Багаути́нов), född 12 juni 1985 i Kizljar, är en rysk MMA-utövare som 2013–2016 tävlade i organisationen Ultimate Fighting Championship.